# Голенский
Голенский — хутор в Иловлинском районе Волгоградской области России. Входит в состав Логовского сельского поселения. Население 1 чел. (2010).

## История
В соответствии с Законом Волгоградской области от 14 марта 2005 года № 1027-ОД «Об установлении границ и наделении статусом Иловлинского района и муниципальных образований в его составе», хутор вошёл в состав образованного Логовского сельского поселения.

## География
Расположен на в центральной части Волгоградской области, в степной зоне, в междуречье рек Дон, Иловля и Волга на Донской гряде в южной части Приволжской возвышенности.
Уличная сеть состоит из одного географического объекта: ул. Овражная.
Абсолютная высота 105 метров над уровнем моря.

## Население
| 2010 |
| ---- |
| 1    |

Гендерный состав
По данным Всероссийской переписи населения 2010 года в гендерной структуре населения мужчин 100 %, всего проживает 1 человек.
Национальный состав
Согласно результатам переписи 2002 года, в национальной структуре населения
русские составляли 83 % из общей численности населения в 6 чел..

## Инфраструктура
Личное подсобное хозяйство.

## Транспорт
Просёлочные дороги. Одна из них ведет на федеральную автотрассу «Каспий».